# Zecca (moneta)

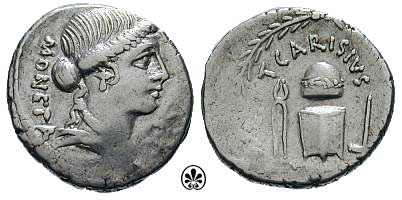
Un denario di T. Carisio con Giunone Moneta e gli strumenti per la Zecca.

Una zecca è un'officina che produce monete, banconote, timbri e sigilli di uno Stato. La parola deriva dall'arabo سكة, pronunciato sikka, letteralmente "conio". 
Nel complesso la storia delle zecche è legata molto strettamente con la storia delle monete, sebbene la prima sia più connessa alle politiche di breve termine, rispetto alla seconda. 
Una zecca può essere società statale o società privata, e può lavorare anche per Stati diversi, ad esempio in Africa 43 paesi fanno stampare la propria valuta all'estero. 
La produzione della moneta e della medaglia ha visto l'ideazione di numerose tecniche di realizzazione con diversi materiali. Le zecche sono tra i luoghi della produzione in cui ha avuto luogo un lungo processo di meccanizzazione, evoluzione dell'organizzazione del lavoro, industrializzazione. È un processo che, secondo gli studiosi, prende l'avvio a Roma nel Rinascimento, ad opera di Donato Bramante e Benvenuto Cellini e il torchio a vite, poi affinato in bilancere. Tale processo procede con circolarità attraverso l'Europa fino a portare alla produzione moderna e alla definizione di un tipo edilizio specializzato, a palazzo-fabbrica, per gli stabilimenti industriali, a partire dalla Monnaie di Parigi, la Royal Mint di Londra, e la Regia Zecca di Roma.
Con la fabbricazione in serie deve essere calcolato il costo di produzione delle monete stesse. Alla zecca degli Stati Uniti d'America costa molto meno di 25 centesimi produrre una moneta da un quarto di dollaro; la differenza tra il costo di produzione ed il valore facciale (chiamato signoraggio) sostiene economicamente l'ente che conia le monete.

## Storia

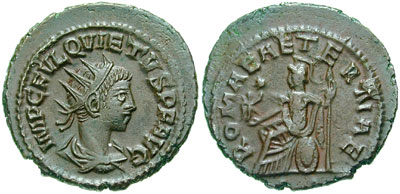
Un antoniniano di Quieto.

Nell'antica Grecia, ciascuna polis (città-stato) aveva la propria zecca. A Roma la prima zecca venne costruita sul Campidoglio, presso il Tempio di Giunone Moneta, (colei che avverte), attributo che fu assegnato a Giunone quando, nel 390 a.C., le sue celebri oche diedero l'allarme nel Campidoglio, permettendo alla guarnigione romana vicina di respingere l'assalto di un manipolo di Galli. Dal nome della zecca romana viene il sostantivo "moneta" in Italiano e in altre lingue. Durante l'Impero le zecche romane erano ampiamente diffuse ed erano usate estesamente per scopi di propaganda. L'unico modo in cui le persone potevano sapere che c'era un nuovo imperatore era quando venivano coniate le monete con il suo ritratto. Imperatori che hanno governato soltanto per poco tempo si sono assicurati di avere il loro ritratto su alcune monete; per esempio Quieto, uno degli usurpatori durante la crisi del III secolo, ha governato soltanto una parte dell'impero dal 260-261, tuttavia ha emesso parecchie monete che portano la sua immagine, testimoniando così il suo passaggio.
All'inizio la produzione delle zecche poteva seguire unicamente due vie, la monetazione battuta o la monetazione fusa. Col tempo le zecche si sono evolute fino ad ottenere le tecniche attuali, che permettono il conio di monete a partire da miliardi di tondelli.
La Regia Zecca di Roma fu inaugurata nel 1911 per rispondere alla duplice funzione di fabbrica di monete e Scuola dell'Arte della Medaglia. Nel 2007 le attività industriali sono state trasferite in un'altra sede.